# Saignement artériel

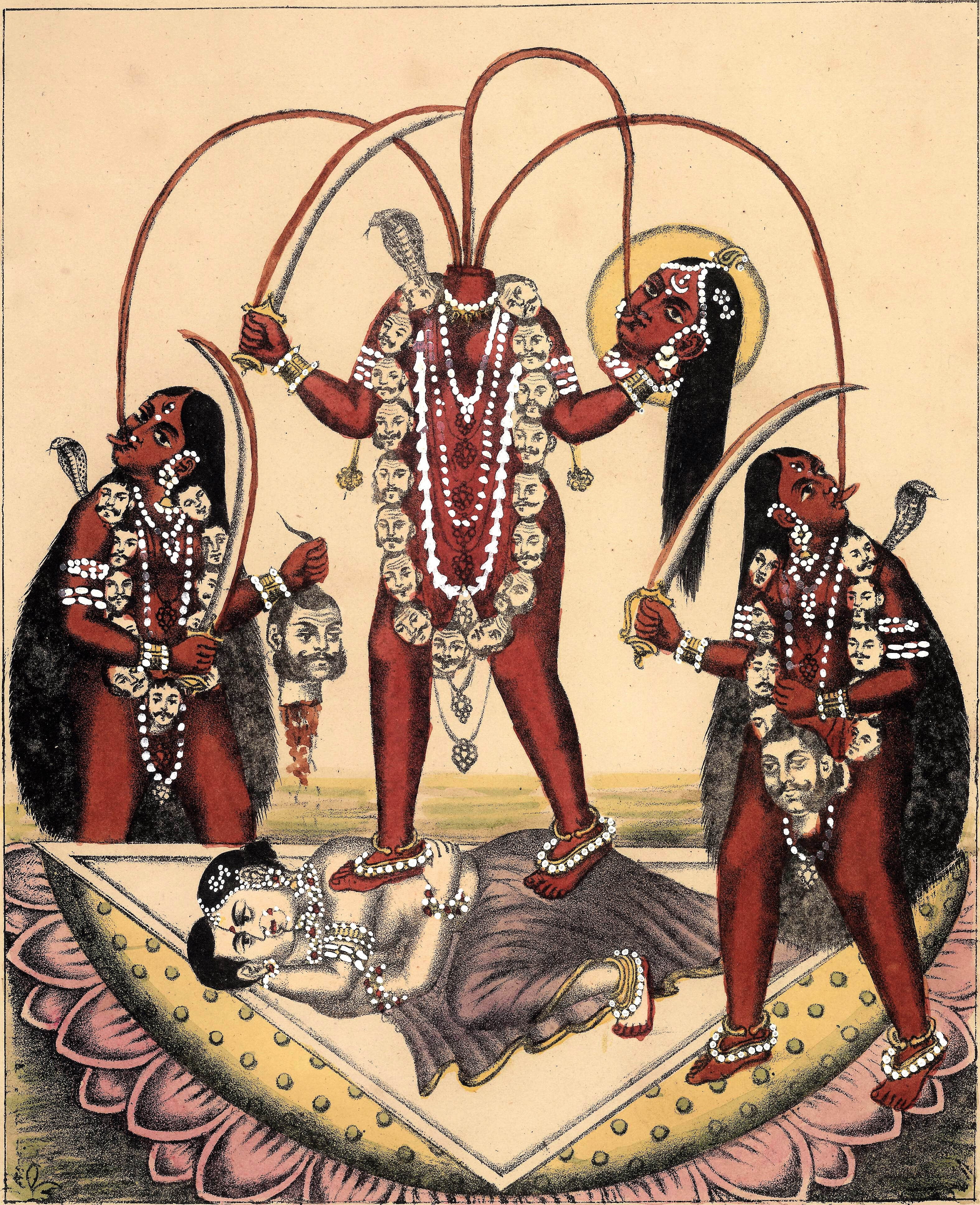
Trois giclées de sang à partir du cou de la déesse hindoue Chinnamastâ

Un saignement artériel est une hémorragie provoquée par toute plaie d'une artère, occasionnant un jet de sang. L'intensité de ce saignement en jet, rythmé par les battements cardiaques, dépend de la pression artérielle et de la taille de la plaie. La quantité de sang perdue peut être importante très rapidement, et ainsi conduire à une mort rapide. L'arrêt de l'hémorragie, en premier lieu par un point de compression, est donc impératif.
Les expressions giclée de sang, poussée de sang, pulvérisation de sang, jet de sang, gicle artérielle ou artérielle jaillissante sont rencontrées[réf. nécessaire].

## Mécanisme
En coupant une artère carotide contenant 100 ml de sang dans le cœur à chaque battement qui est de 65 battements par minute, une artère complètement rompu fera jaillir du sang pendant environ 30 secondes. Si l'artère est seulement entaillée, le sang jaillira plus mais sortira sous une certaine pression et sa pulvérisation sera beaucoup plus élevée. Pour éviter une ischémie de la main, il y a un test qui implique de faire gicler le sang de l'artère radiale.
En 1933, un procès pour assassinat a incité un témoignage du Dr Clément Harrisse Arnold afin de savoir jusqu'où le sang pourrait jaillir du cou : il a été retenu que c'était de 6 pouces donc environ 15 cm à la verticale et de 18 pouces donc environ 46 cm à l'horizontale.

## Prise en charge
Un saignement artériel, comme tout saignement, menace le pronostic vital, il est donc nécessaire de l'arrêter. Dans l'immédiat, la prise en charge simple consiste à assurer un point de compression au niveau du saignement. Rapidement, une prise en charge chirurgicale est à envisager en fonction de la gravité des lésions.

## Animaux
Certains animaux autohaemorrhages se défendent en faisant gicler délibérément leur propre sang. Les grillons blindés, qui sont originaires de Namibie, d'Afrique du Sud et du Botswana, ont une façon unique de chasser les prédateurs : ils crachent du vomi et du sang. les sauterelles font de même que les grillons blindés d’où leurs surnom de Blutspritzer en Allemagne. Le lézard à cornes, aussi, utilise la tactique du cracha de sang à partir d'une poche près de ses yeux.

## Dans la culture

### Religion
Chinnamastâ, la décapitée, est une déesse hindoue qui est représentée en tenant sa tête dans ses mains avec trois giclement de sang provenant de son cou.
Saint Miliau, est un martyr chrétien tué vers le VIe siècle après Jésus-Christ, qui est parfois représenté tenant sa tête coupée, comme dans le retable de la Passion du Christ à Lampaul-Guimiliau, où le sang jaillit de son cou.

### Dans la fiction
Le giclement de sang est utilisé comme effet spécial dans le théâtre, dans les films d'horreur et d'action, les séries télévisées, les dessins animés, les bandes dessinées et les jeux vidéo.
Dans Monty Python, Sam Peckinpah's "Salad Days (qui est une parodie), il y a une grande quantité de giclement de sang. Dans Monty Python : Sacré Graal ! de 1975, Le Roi Arthur coupe les deux bras et les deux jambes du Chevalier noir.
Le roman de 1985, Méridien de sang de Cormac McCarthy, comprend une scène dans laquelle l'un des deux Jacksons décapite l'autre, conduisant à un giclement de sang décrit graphiquement par l'auteur.
Dans les films Rape and revenge et Œil pour œil d'abord publié en 1978 et réédité pour un large public en 1980, contenait plusieurs scènes sanglantes.
Le film Star Trek 6 : Terre inconnue de 1991 a une scène où un Klingon est abattu. Le sang qui jaillit des blessures du Klingon a été créée en utilisant l'imagerie générée par ordinateur, les animateurs devaient faire en sorte que le sang flotte d'une manière convaincante sans être trop gore. L'artiste des effets spéciaux a regardé des images de la NASA pour savoir comment faire flotter les globules d'eau pour faire de même avec des particules de sang.
Les jeux vidéo peuvent utiliser un système de particules pour créer des effets de giclées de sang. Les effets spéciaux de sang jaillissant dans Mortal Kombat en 1992 ont engendré des  controverses qui ont servi à augmenter sa popularité.
En 2003, le film Kill Bill multiplie les scènes où le katana est utilisé dans les combats, entrainant de manière exagéré des giclements de sang énormes.
Dans la série télévisée de 2010, Spartacus: Blood and Sand il y a des « geysers de sang [qui] jaillissent des organes des morts » et que « chaque giclement de sang est filmé au ralenti et en stop-action ».
La série télévisée Dexter est centré autour de la vie d'un spécialiste des éclaboussures de sang, nommé Dexter Morgan qui est aussi un tueur en série travaillant dans le département de la police de Miami.
Conan O'Brien a été mordu par deux kraken qui sont des monstres marins dans le film de SyFy, Sharktopus vs. Pteracuda de 2014 où sa tête continue à injecter de grandes quantités de sang quand il est ballotté par les joueurs de volley-ball,.

## Sources